# Schizothorax myzostomus
Schizothorax myzostomus är en fiskart som beskrevs av Tsao, 1964. Schizothorax myzostomus ingår i släktet Schizothorax och familjen karpfiskar. Inga underarter finns listade i Catalogue of Life.